# Варанкин, Владимир Валентинович
Влади́мир Валенти́нович Вара́нкин (30 октября (12 ноября) 1902, Нижний Новгород — 3 октября 1938, Москва) — советский историк, эсперантолог, эсперантский писатель. Член ЦК СЭСР (1921), член Лингвистического комитета Академии эсперанто (1921).

## Биография
Родился 12 ноября 1902 года. Отец его — Валентин Егорович (умер в 1921 году) — до мобилизации в Красную Армию заведовал сберкассой, мать — Нина Алексеевна (умерла в 1953 году) — была библиотекарем. По образованию — историк, специалист по вопросам западноевропейской истории. Был директором Школы иностранных языков (преобразованной затем во 2-й Московский государственный педагогический институт иностранных языков). С 1935 года заведовал также кафедрой всемирной истории в Московском историко-архивном институте.
С 1919 года — эсперантист; принимал активное участие в советском эсперанто-движении. Уже в 1920 году организовал в Нижегородской губернии около 40 эсперанто-ячеек. Когда в июне 1921 г. на 3-м Всероссийском съезде эсперантистов в Петрограде был основан Союз эсперантистов советских стран (переименованный в 1927 году в Союз эсперантистов советских республик), В. В. Варанкин был избран в Центральный комитет Союза и до конца жизни принимал активное участие в работе Союза.
Во второй половине 1930-х гг. над советским эсперанто-движением сгустились тучи; практически весь состав ЦК СЭСР и множество рядовых эсперантистов были репрессированы по надуманному обвинению в «шпионаже». В. В. Варанкин был арестован в ночь с 7 на 8 февраля 1938 года — как «участник антисоветской троцкистской террористической организации и член так называемого „Союзного центра“ этой организации». Далее имя Варанкина встречается в разделе «Московская область. 1-я категория» «Списка лиц, подлежащих суду Военной коллегии Верховного Суда Союза ССР» от 29 сентября 1938 года, подготовленного НКВД СССР и завизированного И. В. Сталиным и В. М. Молотовым; этим судьба Варанкина была предрешена, поскольку первая категория означала «высшую меру наказания». 3 октября 1938 г. Военная коллегия приговорила Варанкина к расстрелу, и в тот же день приговор был приведён в исполнение. 11 мая 1957 года Варанкин был реабилитирован, а уголовное дело закрыто за отсутствием состава преступления.
Жена: Варанкина (в девичестве Муравина) Августа Николаевна, родилась в 1902 году.
Дочь: Варанкина (она же Дмитриева, она же Жигулева, Фаина Владимировна), родилась в 1924, проживает в Нижнем Новгороде.

## Научная и литературная деятельность
В. В. Варанкиным написано немало работ по эсперантологии — прежде всего, статей, публиковавшихся в печатном органе СЭСР — журнале «Международный язык». Работа Teorio de Esperanto («Теория эсперанто») (1929) посвящена исследованию этимологии эсперантской лексики, а также фонетике, морфологии и синтаксису данного языка.
В 1933 году в издательстве EKRELO («Издательский кооператив революционной эсперанто-литературы», Амстердам) был издан роман Варанкина Metropoliteno («Метрополитен»). Темой романа, отличавшегося захватывающей фабулой и мастерскими характеристиками персонажей, послужила подготовка к строительству метрополитена в Москве в 1928—1929 гг. Главный герой романа — молодой советский инженер, командированный в Берлин для изучения опыта строительства метро. Там он знакомится с жизнью и политической борьбой немецких коммунистов, а также пишет автобиографический роман о своей жизни в Москве до командировки и событиях в Берлине.
Литературоведы единодушно включают Варанкина — наряду с Кабе, А. Вальеном, Г. Лойкеном, А. А. Сахаровым, Р. Шварцем, Д. Баги, Ч. Россетти — в список ключевых фигур, с которыми связано становление эсперантской прозы. В 1977 г., когда в Копенгагене вышло второе издание романа «Метрополитен», председатель Академии эсперанто У. Олд дал высокую оценку роману, приветствуя переиздание «забытого шедевра», и включил роман в свой список 50 наиболее выдающихся произведений, созданных на эсперанто за первые сто лет его существования.

## Публикации

### Работы по эсперантологии
- Varankin V. Teorio de Esperanto. — Moskvo: C. K. SEU, 1929. — 67 p.

### Издания романа «Метрополитен»
- Varankin V. Metropoliteno. — Amsterdam: EKRELO, 1933. — 200 p.
- Varankin V. Metropoliteno. 2 eld. — Kopenhago: Thorben Kehlet, 1977. — 252 p. — ISBN 87-87089-10-6.
- Varankin V. Metropoliteno / перевод на англ. язык Марты Эванс. — Antwerpen: Thorben Kehlet — Stafeto, 1979. — 312 p. — ISBN 90-6336-016-9.
- Varankin V. Metropoliteno. — Moskva: Progreso, 1992. — 244 p. — ISBN 5-01-002952-9. (Репринт издания 1933 г.)
- Varankin V. Metropoliteno. 3 eld. — Jekaterinburg: Sezonoj, 1992. — 260 p.
- Варанкин В. В. Метрополитен / перевод на рус. язык А. Александрова. — М.: Импэто, 2008. — 272 с. — ISBN 87-87089-10-6.